# آهارون هالیوا
آهارون هالیوا (عبری: אהרון חליוה‎؛ زادهٔ ۱۲ اکتبر ۱۹۶۷) سرلشکر اسرائیلی است که فرماندهی اداره اطلاعات نظامی ارتش اسرائیل را بر عهده داشت.
وی پیش از این به عنوان رئیس اداره عملیات، رئیس اداره فن آوری و تدارکات، رئیس بخش عملیات در ریاست عملیات، فرمانده لشکر ۹۸ چتربازان، فرمانده تیپ چتربازان و فرمانده نیروی زمینی خدمت کرده است.
او در ۲۲ آوریل ۲۰۲۴ به دلیل شکست اطلاعاتی در جریان حمله ۷ اکتبر استعفا داد.

## زندگینامه
پدر و مادر وی اهل مراکش بودند. او در ۱۲ اکتبر ۱۹۶۷ در حیفا به دنیا آمد. هالیوا در سال ۱۹۸۵ به ارتش اسرائیل فراخوانده شد. او به عنوان چترباز در تیپ چتربازان داوطلب شد و در سال ۱۹۸۵ پس از اتمام مدرسه کاندیداتوری افسری، افسر پیاده نظام شد. هالیوا به عنوان فرمانده دسته در گردان ۲۰۲ چترباز در عملیات قانون و نظم در لبنان جنگید.
بعدها او گردان ۲۰۲ چترباز را در جنوب لبنان و در جریان انتفاضه دوم رهبری کرد. سپس فرماندهی پایگاه آموزشی تیپ چتربازان و تیپ ۵۵ چتربازان را بر عهده داشت. وی سپس رهبری تیپ منطقه ای افرایم را در عملیات ضد تروریستی برعهده داشت و فرماندهی مدرسه کاندیدای افسری ارتش اسرائیل (بهاد ۱) را بر عهده داشت. سپس به فرماندهی تیپ چتربازان منصوب شد. در ۱۸ می ۲۰۱۱ به درجه سرتیپی ارتقاء یافت و به فرماندهی لشکر ۹۸ چترباز منصوب شد. او در آغاز سال ۲۰۱۲ در گفتگویی صمیمی به افسران ذخیره (با اشاره به اعتراضات عدالت اجتماعی اسرائیل در سال ۲۰۱۱) گفت: «چون شما در تل آویو تظاهرات کردید، ارتش اسرائیل پولی برای موشک ندارد». در سال ۲۰۱۴ او به عنوان رئیس بخش عملیات در اداره عملیات منصوب شد و در طول عملیات، در میان سایر موارد، در عملیات نگهبان برادر و عملیات لبه حفاظتی در این سمت خدمت کرد.  او به نقش  خود دز این پست  در سال ۲۰۱۶ پایان داد.

### سرلشکری
وی در ۲۸ مارس ۲۰۱۶ به درجه سرلشکری ارتقاء یافت و در ۲۲ ژوئیه سمت خود را به عنوان رئیس اداره فناوری و لجستیک به عهده گرفت. در نوامبر ۲۰۱۷، او برگزاری دروس تورات را که در خارج از کمپ آریل شارون برگزار می‌شد، ممنوع کرد، اقدامی که اعتراض صدها سرباز را برانگیخت که به رئیس ستاد، گادی آیزنکوت مراجعه کردند. در ۲ می ۲۰۱۸، او پست خود را به پایان رساند. وی در ۲۱ می ۲۰۱۸ به عنوان سرپرست ریاست عملیات منصوب شد.  در ژانویه ۲۰۲۱، پس از حملات فراوان به پایگاه‌های ارتش اسرائیل و سرقت سلاح‌ها در مقیاس وسیع، برای پاسخگویی در برابر کمیته امور خارجه و جنگ قرار داد. هالیوا سمت خود را در ۹ ژوئن ۲۰۲۱ به پایان رساند.

## شکست اطلاعاتی و استعفا از سازمان ضداطلاعات ارتش اسرائیل (آمان)
در ۵ اکتبر ۲۰۲۱، او به عنوان رئیس سازمان ضداطلاعات ارتش اسرائیل (آمان) منصوب شد.
هالیوا از جمله حامیان پیمان ابراهیم با کشور‌های عربی بود و از توافق گازی با لبنان در میدان گازی قانا / کاریش حمایت می‌کرد. او برخلاف مقامات راست گرای اسرائیل بر این اعتقاد بود که رژیم برای مقابله با گروه‌های مقاومت در کرانه باختری چاره‌ای جز تقویت تشکیلات خودگردان ندارد. او همچنین یکی از ارکان اصلی جنگ سیف القدس در نوار غزه برای هدف قراردادن گروه‌های مقاومت در مه ۲۰۲۱ بود. یکی از راهبرد‌های کلان هالیوا برای تضعیف و تغییر رفتار دشمنان اسرائیل وارد کردن ضربات دقیق به آنها بوده است.
شب قبل از حمله غافلگیرانه حماس به اسرائیل، که در صبح روز ۷ اکتبر ۲۰۲۳ آغاز شد،  هالیوا با اطلاعاتی در مورد فعالیت غیرعادی حماس به روز شد، اما او تخمین زد که این یک تمرین است و توصیه می کند قبل از اقدام تا صبح صبر کنید. حدود ۱۴۰۰ سرباز و غیرنظامی اسرائیلی در این حمله کشته شدند.
در ۱۷ اکتبر ۲۰۲۳، او نامه ای به سربازان خود صادر کرد و در آن درباره عدم هشدار درباره حمله غافلگیرانه به اسرائیل نوشت: «ما در مهمترین مأموریت خود شکست خوردیم و من به عنوان رئیس اداره اطلاعات اسرائیل مسئولیت کامل این شکست را می پذیرم.»
او در ۲۲ آوریل ۲۰۲۴ به دلیل شکست اطلاعاتی در جریان حمله ۷ اکتبر استعفا داد. هالیوا از هفتم اکتبر به عنوان «روز سیاه» یاد می‌کند. یائیر لاپید رئیس حزب اپوزیسیون اسراییل از این استعفا استقبال کرد.

## زندگی شخصی
هالیوا در شمال تل آویو زندگی می کند. برای بار دوم ازدواج کرده و دارای پنج فرزند از جمله دو فرزند از ازدواج قبلی خود است. وی دارای مدرک لیسانس علوم اجتماعی از دانشگاه برایلان و فوق لیسانس علوم اجتماعی از دانشگاه حیفا است.